# Come ammazzare la moglie, e perché
(Introduzione, pag. 20)
Come ammazzare la moglie, e perché è un libro di Antonio Amurri del 1974.

## Struttura del libro
Il libro è strutturato come un manuale: ognuno dei 30 capitoli è incentrato su un tipo di moglie degna di essere eliminata, ad esempio la moglie coccolosa, la moglie foderante o la moglie arredante. Ogni capitolo è diviso in due parti: la parte descrittiva in cui vengono narrate con tono sarcastico tutte le possibili situazioni di vita vissuta con una moglie di un certo tipo e le angherie cui costei sottopone il marito, e la parte relativa all'eliminazione, che, seguendo una specie di contrappasso dantesco, propone una strategia di uxoricidio diversa per ciascun tipo di moglie. Ciascun capitolo ha un titolo in italiano e un sottotitolo fra parentesi in latino, volendo l'autore imitare la classificazione scientifica degli esseri viventi: così ad esempio il capitolo La moglie gassofoba ha come sottotitolo (Uxor nocturna sempermolesta). Il trentunesimo capitolo è intitolato La moglie-moglie (Uxor uxor) ed è una specie di summa delle caratteristiche della moglie tipica.
Apre il libro un trittico di prefazioni che si immagina firmate da celebri uxoricidi (Enrico VIII, Monsieur Verdoux, Landru e Barbablù) e una Precisazione e un'Introduzione dell'autore. In quest'ultima l'autore espone la necessità per i mariti di eliminare la consorte. Alla fine del libro ci sono tavole sinottiche sui trentuno tipi di moglie esaminati, compresa la moglie-moglie. Le tavole sono divise in colonne: Tipo di moglie, Come può salvarsi, Tempo concessole per ravvedersi (o pregare), Modo di soppressione, Scusa in caso di soppressione non riuscita (le voci Come può salvarsi, Tempo concessole per ravvedersi (o pregare) e Scusa in caso di soppressione non riuscita non sono tratte dai capitoli).

## Edizioni
- Antonio Amurri, Come ammazzare la moglie, e perché, Arnoldo Mondadori Editore, 1974,  p. 224.